# 洛布雷塞勒
洛布雷塞勒（法語：Laubressel，法語發音：[lobʁɛsɛl]）是法国奥布省的一个市镇，属于特鲁瓦区。该市镇2009年时的人口为539人。

## 人口
洛布雷塞勒人口变化图示
| 数据来源：INSEE |